# Matti Oiling
Kaj-Matti Oiling, född 20 november 1942 i Helsingfors, död 5 november 2009 i Fuengirola, var en finländsk trumslagare. Han spelade jazz, rock och bluesmusik.
Oiling spelade på 1960-talet i Jerry Williams band i Sverige. Han startade senare ett eget band, som han döpte till Oiling Boiling Rhythm'n Blues Band.